# Vier-Bordes
 Vier-Bordes  es una población y comuna francesa, en la región de Mediodía-Pirineos, departamento de Altos Pirineos, en el distrito de Argelès-Gazost y cantón de Argelès-Gazost.

## Demografía
| 64 | 65 | 53 | 55 | 58 | 74 | 81 |
| Para los censos de 1962 a 1999 la población legal corresponde a la población sin duplicidades (Fuente: INSEE [Consultar]) |    |    |    |    |    |    |

## Lugares y monumentos
La iglesia de San Lorenzo de Vier y la capilla de Bordes son pintorescos y merecen la visita.

## Personalidades vinculadas al municipio
Entre los numerosos niños de Vier, podemos acordarnos de Juan Luis Sarthedessus, que fue mucho tiempo alcalde y poeta de talento, aunque siendo un " pequeño campesino simple que tiene solamente el diploma de estudios primarios ", como le gustaba recordarlo.